# Piazza Kim Il-sung
Piazza Kim Il-sung (in coreano: 김일성광장) è una grande piazza situata nel distretto centrale (Chung-guyok) di Pyongyang, capitale della Corea del Nord, intitolata al leader e padre della patria Kim Il-sung. Venne costruita nel 1954 secondo un piano di ricostruzione della capitale distrutta dalla guerra coreana e venne inaugurata nell'agosto del 1954. La piazza è situata ai piedi della collina Namsan, sulla sponda destra del fiume Taedong, diametralmente opposta alla Torre Juche dall'altro lato del fiume. È la 37ª piazza più estesa del mondo, avendo una superficie di 75 000 metri quadrati tanto da poter essere occupata da più di 100 000 persone. La piazza ha un grande significato culturale ed ospita molto spesso raduni, spettacoli di danza e parate militari, oltre che a ricoprire un ruolo di primo piano nei media riguardanti la Corea del Nord.

## Descrizione
Piazza Kim Il-sung è situata al centro di Pyongyang sulla sponda destra del fiume Taedong. Riprende nella forma e nello stile la piazza cinese di Tienanmen di Pechino  e viene utilizzata anche per gli stessi scopi. Sin dal completamento della piazza, vennero organizzate molte parate per commemorare particolari eventi e per mostrare al mondo le capacità tecniche e militari della Corea del Nord. Piazza Kim Il-sung è maggiormente ridefinita dal punto di vista architettonico dalla sua posizione teatrale sulla sponda del fiume. Posizionandosi sulla piazza, la Torre Juche sembra apparire al lato opposto della piazza, sebbene sia realmente dall'altra parte del Taedong, come similmente accade con il Monumento Degli Ideali Del Partito Dei Lavoratori Nordcoreani e il Grande monumento Mansudae. L'effetto ottico si ottiene poiché la piazza è situata a pochi metri nel mezzo rispetto al lato sul fiume. Intorno alla piazza sorgono numerosi edifici governativi tra cui la Grande Casa di Studio del Popolo.
Sugli edifici intorno alla piazza, sono mostrati dei ritratti di Kim Il-sung e del figlio Kim Jong-il dove una volta erano appesi quelli di Karl Marx e Vladimir Lenin. Durante il regime di Kim Jong-il, era appeso soltanto il ritratto del padre, già presente in ogni camera della Corea del Nord, ma quando morì anche lui, venne aggiunto il suo ritratto sugli edifici in segno di commemorazione.

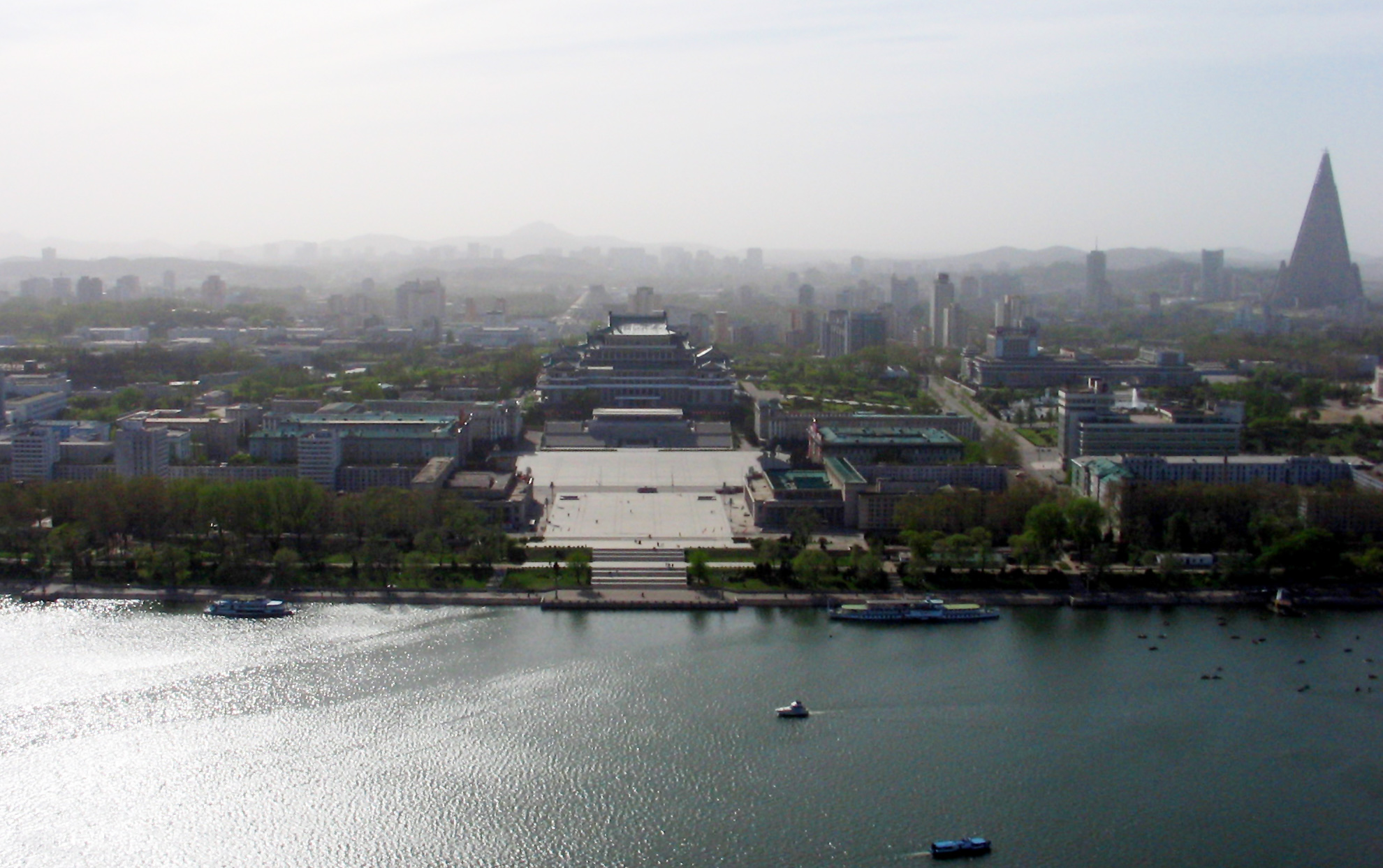
Pyongyang vista dalla Torre Juche, di fronte a ovest attraverso il fiume Taedong. La grande piazza al centro è Piazza Kim Il-sung; il grande edificio retrostante è la Grande Casa di Studio del Popolo.
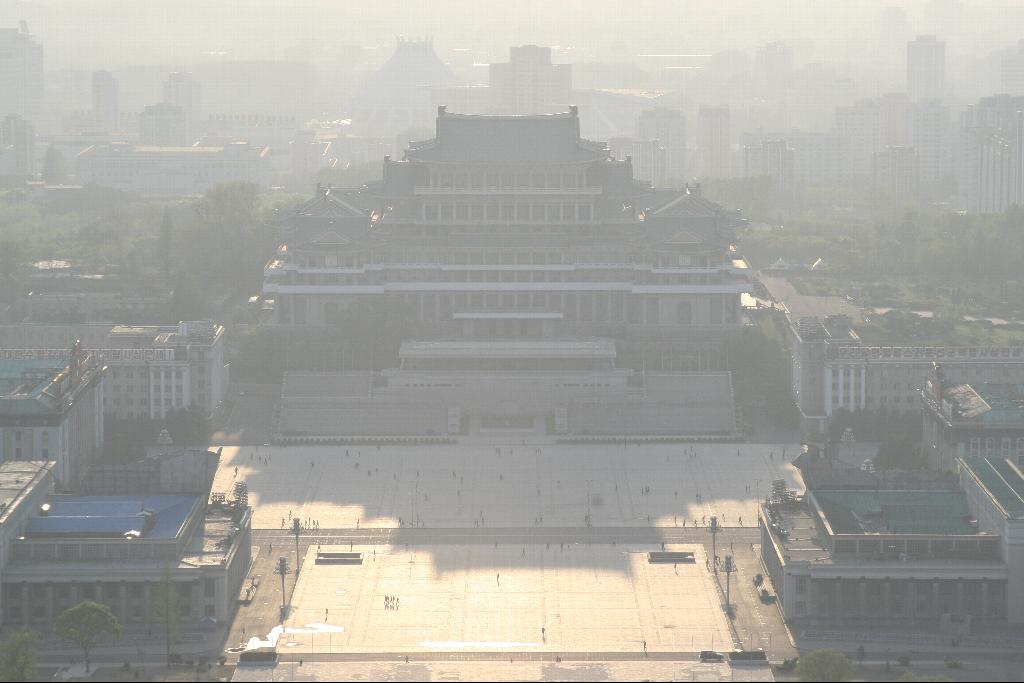
Piazza Kim Il-sung, con la Grande Casa di Studio del Popolo, conosciuta anche come la Biblioteca Nazionale della Corea del Nord, al centro, vista dalla sommità della Torre Juche.
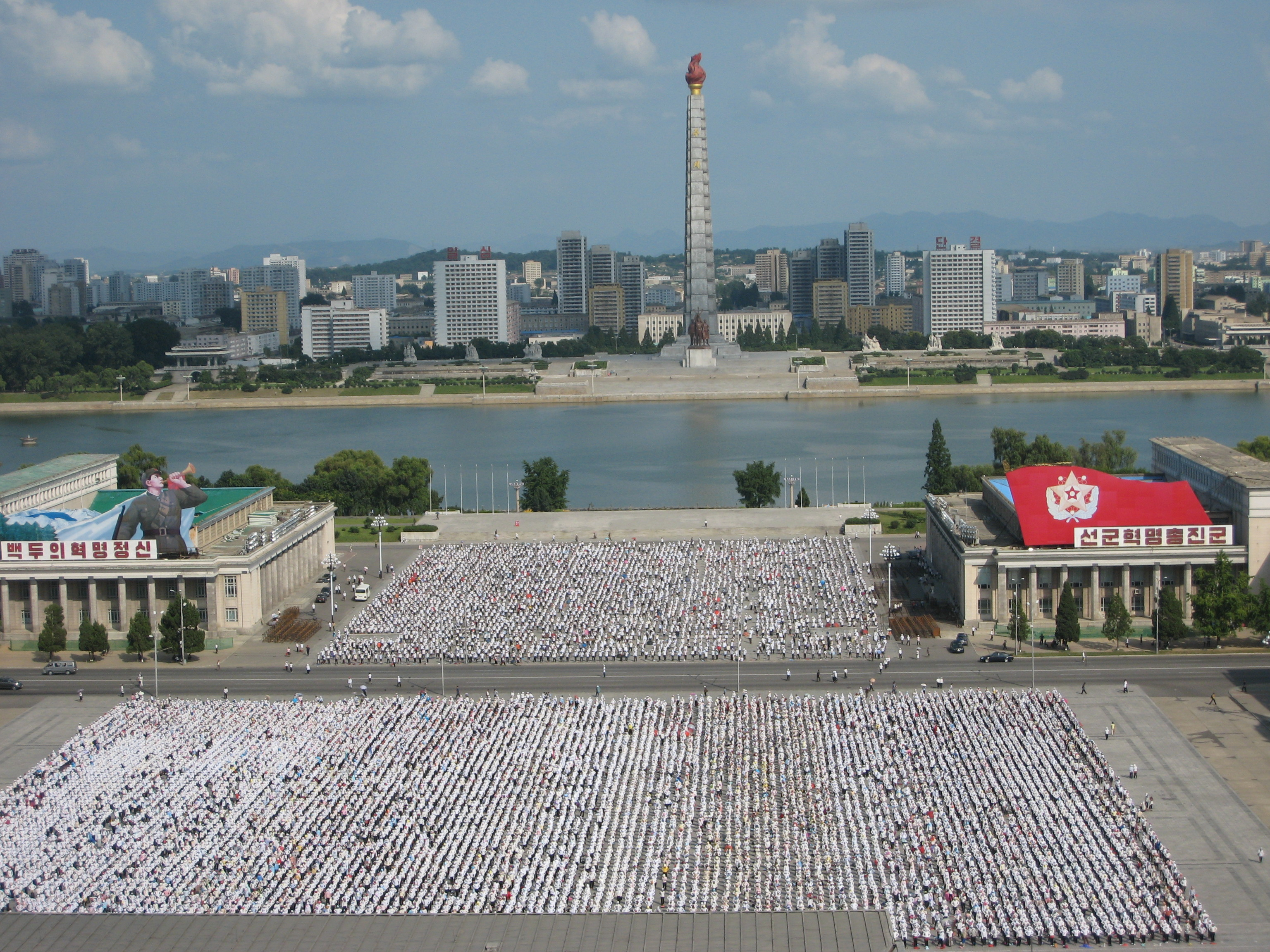
Piazza Kim Il-sung, sulla riva opposta sorge la Torre Juche.
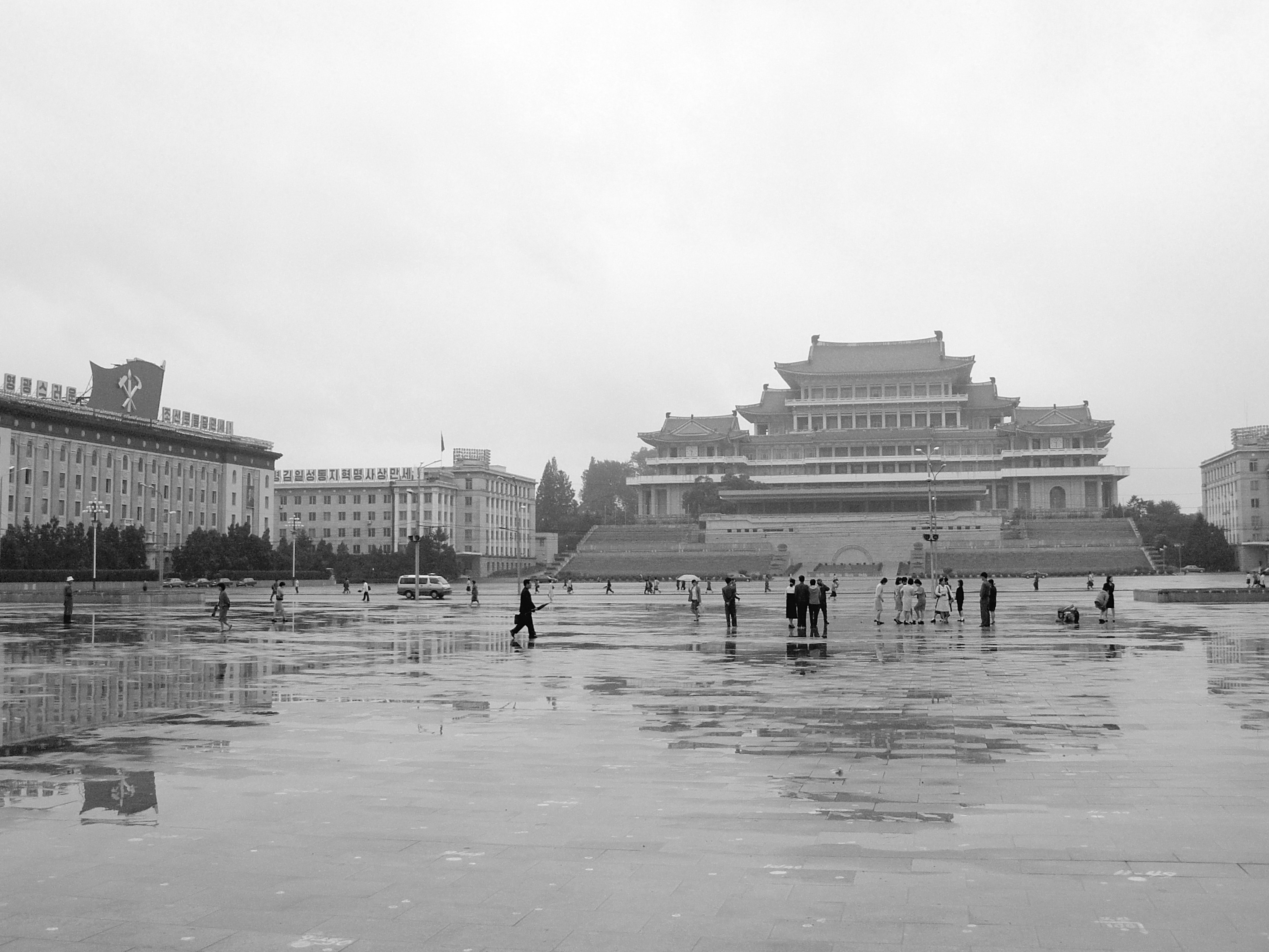
Piazza Kim Il-sung. La struttura a destra è la Grande Casa di Studio del Popolo e il complesso funziona sia da biblioteca che da sala studio.